# الکساندرا نلدل
الکساندرا نلدل (انگلیسی: Alexandra Neldel؛ زادهٔ ۱۱ فوریهٔ ۱۹۷۶) یک هنرپیشه اهل آلمان است. وی از سال ۱۹۹۶ میلادی تاکنون مشغول فعالیت بوده‌است.